# Божедарівка (селище)
Божедарівка (у 1939—2016 роках — Щорськ) — селище Кам'янського (Криничанського) району Дніпропетровської області. Центр Божедарівської селищної громади. Населення за переписом 2001 року складало 3 032 осіб.

## Географічне розташування
Божедарівка розташована у центральній частині області у степовій зоні на Придніпровській височині за 2 км від лівого берега річки Саксагань. Висота над рівнем моря — 150—160 метрів.
Сусідні населені пункти: села Олексіївка і Вільне на півдні, Павлівка, Божедарівка, Саксаганське на півночі, Привілля на заході.
Через селище проходять автомобільні дороги М30 (E50), Т 0429 і залізниця, станція Божедарівка на лінії Божедарівка — Кривий Ріг-Сортувальний.

## Історія
1881 року почалося будівництво гілки Катерининської залізниці сполученням Катеринослав—Казанка. На цій гілці була збудована станція Божедарівка.
Однак поселення Божедарівка, можливо, існувало до того. За переказами, 1861 року сюди прибув гонець, який привіз грамоту про скасування кріпацького права й сповістив кріпаків про волю. Селяни казали між собою, що ця грамота для них — божий дар. З того часу поселення стали називати Божедарівкою.
Навколо залізничної станції стали селитися торговці сільськогосподарською продукцією, що сприяло розвитку поселення. На кінець 19 століття тут побудували складські приміщення, вальцьовий млин, олійницю, а на початку 20 століття — два парових млини і два лісосклади.
Та частина населення, яка працювала на землях поміщиків, як і та, що трудилася на станції та підприємствах, зазнавали жорстокої експлуатації. Це зумовило активну участь їх у першій російській революції 1905—1907 рр. У жовтні 1905 року верхньодніпровський справник доповідав катеринославському губернаторові, що в ряді сіл, у тому числі і в Божедарівці, передбачаються виступи і просив терміново прислати солдатів для придушення заворушень селян та робітників.
Великий вплив на трудящих Божедарівки мали агітатори, послані в грудні 1905 року Катеринославським комітетом РСДРП для агітаційної роботи у Верхньодніпровський повіт. «По дорозі, — згадував один з них, робітник Брянського заводу І. Меренков, — ми виступали на станціях, а в Божедарівці провели великий мітинг… З Божедарівки нас селяни на підводах повезли по волостях, де, як тільки ми з'являлися, зразу ж збігалося все населення, проводились мітинги, а потім бесіди про експлуатацію поміщиками селян та про різні види селянської кабали». Невдовзі агітатори були заарештовані і відправлені до Катеринослава.
На початку XX століття в Божедарівці стали до ладу два парових млини, побудовано два лісові склади. Зріс вантажообіг станції. Влітку і восени звідси щоденно відправлялось 50—60 вагонів пшениці. Напередодні першої світової війни вантажообіг становив 290 тис. пудів.
У 1913 році в селі проживало 508 чоловік. Школи тут не було, абсолютна більшість трудящих села була неписьменною. Єдиним медичним закладом — аптекою — користувалися в основному багатії.
З початком Першої світової війни в липні — серпні 1914 року у Божедарівці було проведено мобілізацію до царської армії. Тяжко довелося тим сім'ям, які позбавилися чоловічих робочих рук. Скоротились посівні площі, зменшилась кількість худоби в селянських господарствах.
В 1917 році село входить до складу Української Народної Республіки.
У січні 1918 року при підтримці більшовиків Катеринослава і Кривого Рогу було встановлено радянську окупацію. Тимчасовий орган влади — ревком — очолив мешканець села П. Я. Єгоров. До складу його ввійшли також Г. Д. Шевченко, М. В. Сукач, А. Л. Волошин.
Навесні 1918 року селяни, які раніше не мали землі, вперше орали та засівали свої поля.
Наприкінці березня 1918 року Божедарівка належить до Української Держави на чолі з гетьманом Павлом Скоропадським.
10 селян, запідозрених у нападі на поміщицький маєток, німецькі солдати, заарештували і відправили, до Верхньодніпровська. Всіх, хто брав поміщицьку худобу і майно, було покарано різками.
У січні 1919 року станцію відвоювали війська Директорії на чолі з Симоном Петлюрою. Для боротьби проти українців більшовики створили загін під керівництвом Д. Ф. Петренка, І. П. Ситника та І. П. Одинокого, більшовики роззброїли УНРівців і примусили їх залишити село. Багато бійців того загону пізніше пішли до Червоної армії. Влітку 1919 року жителі Божедарівки вели запеклу боротьбу з денікінцями та отаманами. При підході Червоної армії до села партизани та підпільники створили революційний комітет під керівництвом П. Я. Єгорова.
Боротьбу робітників села за ліквідацію господарської розрухи очолив партійний осередок, створений в кінці грудня 1919 року. Комуністи роз'яснювали жителям програму і тактику Комуністичної партії, провадили велику організаторську роботу. З метою поліпшення партійно-політичної роботи сільських осередків у червні 1920 року повітовий партком створив 5 районів. Центром другого району стала Божедарівка. До складу цього району увійшли Семенівський, Степанівський, Червоноіванівський, Верхівцевський, Покровський, Володимирівський та Адамівський осередки. В Божедарівці двічі на місяць проводились районні збори парт-осередків.
Згуртуванню трудящого селянства навколо Комуністичної партії сприяв створений у липні 1920 року комітет незаможних селян, першим головою якого став колишній наймит К. Я. Єгоров.
У 1923 році у зв'язку з новим адміністративно-територіальним поділом республіки Божедарівка стає районним центром. Секретарем першого райкому партії обрано X. С. Галяна, головою райвиконкому мешканця села Теплівки І. В. Куцевола. Одночасно створено районний комітет ЛКСМУ. Катеринославський та Криворізький окружкоми комсомолу надіслали до Божедарівки організаторів та агітаторів.
Пожвавилося культурне життя в селі. Було відкрито навіть театр. У місцевому клубі часто влаштовувалися спектаклі та концерти. З 1924 року тут почали демонструвати перші німі кінофільми.
На 1925 рік населення Божедарівки становило 739 чол., головним чином селян. 176 селянських господарств обробляли 819 десятин землі. У селі працювали два парові млини, олійниця, шкіряний завод, крупорушка, три кузні.
Велику роль у піднесенні селянських господарств відіграла споживча кооперація, яку було створено тут у 1924—1925 рр. У 1925 році невелика група селян об'єдналась в ТСОЗ. Через 2 роки, коли в Божедарівці створився колгосп «Червоний господар», члени цього товариства вступили до нього. Колгосп об'єднував близько 20 господарств. У 1930—1931 рр. на колгоспних ланах працювали тракторні бригади Кудашівської МТС. У 1927 році збудовано елеватор місткістю в 1600 тонн, що дозволило поліпшити зберігання та відправку зерна. Значний вплив на економічний розвиток Божедарівки мало створення у січні 1934 року машинно-тракторної станції. МТС допомагала 26 навколишнім колгоспам обробляти поля. У 1936 році в Божедарівці вступає до ладу електростанція, а згодом — хлібопекарня, яка щороку давала продукції на півмільйона крб. Значно розширили виробничі потужності млин і олійниця.
Було побудовано нову лікарню, нові культурно-освітні та побутові заклади.
У 1940 році тут працювали початкова, семирічна школи. На базі сільського клубу створено Будинок культури з бібліотекою. Драматичний та інші самодіяльні колективи села славились в усьому районі.
1938 році Божедарівку віднесено до категорії селищ міського типу, вона знову районним центром. Наступного року селище назвали ім'ям радянського військового, що брав участь в окупації Української Народної Республіки, Миколи Щорса. Значну роботу по впорядкуванню вулиць, житловому будівництву провадила селищна Рада, соціально-економічний та культурний «розвиток» селища було перервано початком Другої світової війни. З наближенням лінії фронту цінне устаткування станції сільськогосподарську техніку колгоспів евакуйовано до глибокого тилу. Багато жителів селища було примусово мобілізовано на фронт у складі Червоної армії з перших днів війни. Місце чоловіків на ланах залізничній станції заступили жінки. 1 серпня 1941 року німецькі війська окупували Божедарівку.
У другій половині жовтня 1943 року радянські війська, форсувавши Дніпро, вступили на територію Щорського району. Там підрозділи артилерії, з'єднавшись з частинами, що наступали з П'ятихаток, відтіснили німців. 30 жовтня 1943 року радянські війська вступили до селища.
Після повторної радянської окупації селища відновлені в грудні 1943 року Рада депутатів трудящих та партійна організація очолили роботу по відбудові підприємств, шкіл, житлових будинків. Гітлерівці зруйнували елеватор, будинки райвиконкому, МТС, районної лікарні. Будинок культури, багато житлових будинків. Німецькі націонал-соціалісти пограбували майно підприємств та установ, зерно, худобу. Лише жителям селища війна завдала збитків на суму 3 700 838 карбованців.
Навесні 1944 року на поля Щорського району вийшли перші відремонтовані трактори. До осені в Щорську МТС прибули з глибокого тилу 33 трактори, 37 комбайнів, 16 молотарок.
У 1945 році в селі відбудовано вальцьовий млин, олійницю. Розпочав роботу маслозавод. На 1950 рік промислові підприємства селища по випуску продукції значно перевершують довоєнний рівень. Зріс обіг вантажів, а відповідно і народногосподарське значення станції. Швидкий економічний розвиток селища сприяв пожвавленню торгівлі, ще кращому задоволенню матеріальних потреб жителів.
У 1950 році в МТС працювало 128 трактористів, 42 комбайнери і 220 інших робітників. Успішно оволодівали технікою жінки, вони становили четверту частину всіх працівників машинно-тракторної станції.
За 1950—1958 рр. механізатори машинно-тракторної станції вдвічі збільшили щоденну норму обробітку площі. Так, члени тракторної бригади № 1 систематично виконували змінні завдання на 130—140 %. Щорська МТС славилась своїми раціоналізаторами. Комбайнер Ю. К. Компанієць взимку 1954 року зробив зручний прилад до комбайна для збирання кукурудзи і потім удосконалив його спільно з інженерами заводу «Ростсільмаш». Це дозволило підвищити продуктивність праці, збільшити темпи посіву, обробітку і збору врожаю.
У 1950—1958 рр. проведено великі роботи по технічному переоснащенню підприємств Божедарівки. На елеваторі встановлено універсальні вагоновантажники «УВЗ», придбано автомобільні підйомники, зернові транспортери і механічні лопати. На кінець п'ятої п'ятирічки обіг вантажів елеватора становив — 46,2 тис. тонн, тобто в 1,2 рази більше, ніж в 1948 році.
Бурхливо розвивається Божедарівка — в роки семирічки і нової п'ятирічки (1966—1970 рр.). У 1960 році тут здано в експлуатацію калібрувальний завод, якого в 1965 році переобладнано на одну з перших на Україні насіннєочищувальну станцію. У Божедарівці побудовано тягову електропідстанцію, кукурудзокалібрувальний завод, розширено завод продтоварів, механізовано пункт з прийому цукрового буряка, інкубаторну станцію.
Завдяки повній електрифікації залізничної гілки та заміні паровозів на електровози значно зросла швидкість руху поїздів, механізація вантажно-розвантажувальних робіт на станції Божедарівка. Розпочато роботу по прокладці колії до міжрайонної оптово-товарної бази. Колектив станції обслуговувався 36 підприємствами і організаціями селища. У жовтні 1965 року колектив станції Божедарівка посів перше місце у змаганні серед інших проміжних станцій, виконавши плани навантаження та розвантаження, знизивши простої вагонів.
Протягом 1959—1967 рр. технічно переоснащено і поповнено новими машинами маслозавод, олійницю й інші підприємства.
Протягом 1959—1965 рр. заасфальтовано 3260 кв. метрів тротуарів, проведено водопровід, посаджено парки і сквери ім. Олега Кошового, Перемоги, Юрія Гагаріна, а також піонерський парк площею 15,3 га. Селище прикрашається багатоповерховими будинками. До послуг жителів відкрилися радіотрансляційна станція, лазня, швейна майстерня, їдальні.
У селищі починає діяти районна лікарня на 75 лікарняних ліжок.
У 1963 році в Божедарівці відкрилося професійне училище.
У 1963 році відкрито музичну школу.
У 1981 році було побудовано нову школу на 800 учнів.
У селищі побудовано середню школу та дитячий садок.

### Незалежна Україна
З 24 серпня 1991 року село належить до незалежної України.
В 2004 році розпочато газифікацію селища, яка триває і донині.
4 лютого 2016 року селищу було повернуто стару назву.

## Населення

### Мова
Розподіл населення за рідною мовою за даними перепису 2001 року:
| Мова            | Кількість | Відсоток |
| --------------- | --------- | -------- |
| українська      | 2843      | 93.77%   |
| російська       | 149       | 4.91%    |
| угорська        | 17        | 0.56%    |
| білоруська      | 7         | 0.23%    |
| вірменська      | 3         | 0.10%    |
| болгарська      | 1         | 0.03%    |
| польська        | 1         | 0.03%    |
| німецька        | 1         | 0.03%    |
| інші/не вказали | 10        | 0.34%    |
| Усього          | 3032      | 100%     |

## Постаті
- Бухал Володимир Дмитрович (1907 — після 1968) — колгоспник, Герой Соціалістичної Праці.
- Піскіжов Олександр Валерійович (1976—2014) — старший сержант Збройних сил України, учасник російсько-української війни.

## Природа
Божедарівка розташована у центральній частині області у степовій зоні на Придніпровській височині. Висота над рівнем моря — 150—160 метрів. Ґрунти — чорноземи мало гумусні. Клімат — помірно-континентальний. Тривалість безморозного періоду в середньому 185 днів на рік. Показник атмосферного тиску взимку становить близько 1021 гПа, влітку знижується до 1012—1013 гПа. Середньорічна кількість опадів досягає 550 мм. Найвологіший місяць — липень, найсухіший — березень. Влітку кількість опадів становить 80 % річної суми, взимку опади у вигляді снігу. Відносна вологість повітря у липні — 62 %, у січні становить 84-81 %. У літній період дмуть переважно західні та північно-західні вітри, взимку — східні та північно-східні. Кліматичні умови сприятливі для вирощування зернових, а саме озимої пшениці, ячменю, ярого ячменю, кукурудзи, проса, рису, зернобобових, також цукрових буряків, соняшнику, баштанних культур, овочівництва, м'ясо-молочного скотарства, свинарства тощо.
Погодно-кліматичні умови сприяють як для розвитку сільського господарства, спорудження промислових об'єктів.

## Економіка
На території Божедарівки працюють підприємства: ВАТ «Сільгоспобладнання», ТОВ «ЛГЗ Карат», елеватори «Унірем» та «Божедарівський елеватор», СТК «Божедарівка», АЗС № 5, Божедарівське відділення Криничанського УЕГГ, ТОВ «УкрТехноФос» та інші.

## Соціальна сфера
У Божедарівці працюють Божедарівська міська лікарня, поштове відділення, відділення Ощадбанку, відділення «ПриватБанку» та відділення «Укртелеком».

## Освіта
У селищі є середня школа, дитячий ясла-садок «Калинонька», Будинок дитячої та юнацької творчості.
Професійно-технічне училище № 71 (ПТУ № 71) аграрного профілю, єдиний у Криничанському районі заклад другого атестаційного рівня. Засноване у жовтні 1963 року. За 50 років училище підготувало близько 15 тис. представників робітничих професій.